# Nyctemera subvitrea
Nyctemera subvitrea là một loài bướm đêm thuộc phân họ Arctiinae, họ Erebidae.